# (100268) Rosenthal
(100268) Rosenthal est un astéroïde de la ceinture principale.

## Description
(100268) Rosenthal est un astéroïde de la ceinture principale. Il fut découvert le 5 octobre 1994 à Tautenburg par Freimut Börngen. Il présente une orbite caractérisée par un demi-grand axe de 2,44 UA, une excentricité de 0,17 et une inclinaison de 11,8° par rapport à l'écliptique.
Il a été nommé d'après le radiodiffuseur et télédiffuseur juif allemand Hans Rosenthal qui a survécu à la Seconde Guerre mondiale à Berlin caché par trois femmes.

## Compléments